# Cruciata grecescui
Cruciata grecescui là một loài thực vật có hoa trong họ Thiến thảo. Loài này được (Prodán) Soó mô tả khoa học đầu tiên năm 1965.